# Robando sueños
Robando sueños es un álbum de estudio de la orquesta de salsa colombiana Niche, cuya publicación sería en 2009, pero fue cancelado por la divulgación y piratería del material.

## Antecedentes
En julio de 2006 se da el regreso de Charlie Cardona, como refuerzo de la delantera de Niche. El 16 de septiembre, asisten al 2° Festival Mundial de la Salsa en Lima, Perú.
El 10 de febrero de 2007 el Grupo Niche se presenta en el Mundial de Salsa, en Miami. Durante mayo, el grupo va de gira a México con la delantera conformada por Charlie Cardona, Osvaldo Román, Freddy Urrutia, Carlos Guerrero y Mauricio Mosquera. En junio, se tenía previsto un reencuentro con el ex vocalista Tito Gómez, quien había llegado a Cali, para ensayar la presentación en Pereira. La participación en dicha ciudad se lleva a cabo, donde el vocalista vuelve a cantar a dúo con Jairo Varela en más de 15 años; días después se da el repentino fallecimiento del cantante debido a un paro cardíaco en el hotel donde se hospedaba. En julio parten a Costa Rica, para darle un nuevo horizonte al grupo. A finales de 2007, se promociona el "Robando Sueños" en la voz de Freddy Urrutia como sencillo.
En febrero de 2008, durante la gira de Panamá se anuncia la producción del disco como homenaje a Tito Gómez, que llevaría el nombre del publicitado tema homónimo "Robando Sueños". En marzo, el vocalista Osvaldo Román deja el grupo definitivamente, para lanzarse como solista. A mediados de agosto, participan en el Festival de Salsa al Parque XI. En septiembre, el vocalista Mauricio Cachana tiene regresos esporádicos como cantante de apoyo, para alternar en presentaciones con los vocalistas que no puedan asistir a eventos con la agrupación por distintos motivos.
A finales de febrero, el vocalista Charlie Cardona se toma una breve pausa para cumplir sus compromisos como solista y el vocalista Mauricio Mosquera se retira de la agrupación; por lo que se produce el regreso del cantante Mauro Castillo. En marzo, el vocalista Carlos Guerrero deja definitivamente el grupo. En abril, ingresan Eddy Saa y Elvis Magno a la agrupación donde este último graba el tema "Un Día Después". En mayo regresa el vocalista Beto Caicedo y se promociona el tema "Un día después" a nivel internacional; a mediados del mismo mes regresa Charlie Cardona, pero exclusivamente para las giras internacionales del grupo. En julio Beto Caicedo deja la orquesta e ingresa el vocalista Jey Cadenas. El 30 de agosto, se presentan en el festival Salsa en la calle en Portland. En septiembre, Mauro Castillo deja la agrupación para continuar su carrera como solista.
A finales de enero de 2010 ingresa Julio López, cantante puertorriqueño, exintegrante de la orquesta de Bobby Valentin.

## Cancelación
Era tan anhelado, la vuelta de un disco de Niche, que se empezaron a filtrar el material de grabación. Jairo Varela optó por regrabar y terminar las maquetas, haciendo arreglos finales a las canciones, para publicarlas en un siguiente álbum. 

## Lista de canciones
Todas las canciones escritas y compuestas por Jairo Varela. 
| N.º | Título                           | Intérprete(s)                 | Duración |  |
| 1.  | «Aprieta»                        | Julio López                   | 5:26     |  |
| 2.  | «Robando Sueños»                 | Freddy Urrutia                | 4:02     |  |
| 3.  | «Cómo Arrancarte Una Sonrisa»    | Elvis Magno                   | 4:45     |  |
| 4.  | «Sin Palabras» (tercera versión) | Elvis Magno                   | 4:59     |  |
| 5.  | «Juego Peligroso»                | Freddy Urrutia                | 4:23     |  |
| 6.  | «Un Día Después»                 | Elvis Magno                   | 5:29     |  |
| 7.  | «Querendona y Morena»            | Osvaldo Román, Freddy Urrutia | 5:01     |  |

## II Generación
Después de la cancelación de la publicación oficial del disco, Jairo Varela decide lanzar un EP con 2 sencillos de "Robando Sueños", que cuenta con nuevos arreglos y calidad de sonido.

| N.º | Título                        | Intérprete(s) | Duración |  |
| 1.  | «Un Día Después»              | Elvis Magno   | 5:29     |  |
| 2.  | «Cómo Arrancarte Una Sonrisa» | Elvis Magno   | 4:45     |  |

## Créditos

### Músicos
- Bajo: Luis Carlos Ochoa, Julio Valdés
- Cantante: Elvis Magno, Freddy "Gringo" Urrutia, Osvaldo Román, Julio López
- Congas: Carlos "Caliche" Sabogal
- Coros: Junior "Jey" Cadenas, Diego Galindo, Jairo Varela, Richie Valdés, Edison "Eddy" Saa
- Piano y teclados: Oscar Lozano, Luis Carlos Ochoa
- Timbal y Bongó: Douglas Guevara, Carlos "Caliche" Sabogal
- Trombón 1, 2, 3 y 4: Carlos Latoche
- Trompeta 1 y 2: Luis Bravo
- Trompeta 3: Oswaldo Salazar

### Producción
- Arreglos: Oscar Lozano, Jairo Varela
- Dirección de estudio: Jairo Varela
- Mezcla: Jairo Varela, Edwin Lozano